# Samstagern
Samstagern är en ort i kommunen Richterswil i kantonen Zürich, Schweiz. 